# Fulvène
Le fulvène ou pentafulvène, de formule brute C6H6, est un des nombreux hydrocarbures isomères du benzène.
Les fulvènes sont les dérivés de ce simple alcène, qui est lui-même rarement rencontré. Thiele a découvert, à la fin du XIXe siècle, l'ensemble des réactions entre le cyclopentadiène et les aldéhydes ou les cétones qui forment des dérivés du fulvène très colorés. De fait, la plupart des fulvènes sont préparés en partant du cyclopentadiène ou du sel sodium-cyclopentadiènyl.
Le 1,2,3,4-tétraméthylfulvène, abrégé Me4Fv, est un ligand relativement commun en chimie organométallique. Il résulte typiquement de la déprotonation de complexes cationiques du pentaméthylcyclopentadiènyl.